# LOVE × HEAVEN
《LOVE × HEAVEN》是彩京朋美（川澄綾子）、Sernia・伊織・Flameheart（中原麻衣）、大地薫（釘宮理惠）、四季鏡早苗（小清水亞美）、Pina・司弗露姆克蘭・Estoh（後藤麻衣）、天壌慈楓（伊瀨茉莉也）的單曲。2010年1月27日由Mellow Head發售。

## 概要
- 「LOVE × HEAVEN」為電視動畫《大小姐×執事!》的主題歌。
- B面曲目為動畫官方網站内播放的網絡廣播的主題曲（但演唱者只有伊瀨和後藤兩人）。

## 收錄曲
1. LOVE × HEAVEN [03:47]
  - 作詞：畑亞貴、作曲：田代智一、編曲：安藤高弘
  - AT-X電視動畫《大小姐×執事!》片頭曲
2. [3:34]
  - 作詞：畑亞貴、作曲・編曲：高田曉
  - 網絡廣播主題曲
3. LOVE × HEAVEN（off vocal）
4. （off vocal）

## 外部連結
- LOVE × HEAVEN - 電視動畫《大小姐×執事!》 （页面存档备份，存于）
- 大小姐×執事! （页面存档备份，存于）